# جنگل ملی کاریبو–تارگی
جنگل ملی کاریبو-تارگی (به انگلیسی: Caribou-Targhee National Forest) یک پارک ملی در ایالت در آمریکا است. مساحت این جنگل ۱۰۶۴۶ کیلومتر مربع (تقریباً اندازه استان قم) است و در چهار ایالت یوتا، مونتانا، وایومینگ و آیداهو گسترده‌است.